# Efraim Medina Reyes
Œuvres principales
- Il était une fois l'amour mais j'ai dû le tuer
- Techniques de masturbation entre Batman et Robin
- La Sexualité de la Panthère rose

Efraim Medina Reyes est un écrivain colombien né le 29 juin 1967 à Carthagène des Indes en Colombie. Il vit aujourd’hui entre la Colombie et Vicence en Italie. Il écrit pour les revues colombienne SoHo (es) et italienne Internazionale. Il est l'auteur de romans, poèmes et microfictions.
En 1991, il a fondé la société de production Fracaso LTDA dont il est question dans son roman Il était une fois l'amour mais j'ai dû le tuer, bel exemple d'autofiction où des éléments de la vie réelle font irruption dans la fiction. Le slogan de cette société de production affirme « Si vous voulez un échec fracassant, nous sommes là ! », il est aussi le compositeur et bassiste du groupe 7 Torpes.
La traduction française Il était une fois l'amour mais j'ai dû le tuer d’un de ses romans a été publiée en mars 2011 par 13e Note Éditions. Cet ouvrage et d'autres sont également publiés en italien par Feltrinelli, en portugais par Planeta et en finnois par Ivan Rotta & Co.

## Style et thématiques
Efraim Medina Reyes investit le domaine du réel urbain, on peut sur ce point le rapprocher de l'Argentin Roberto Arlt. Le langage cru et les excès de certains personnages font penser à ce que l'on a appelé le réalisme sale chez Charles Bukowski ou Pedro Juan Gutiérrez, Efraim Medina Reyes ne rejette pas l'étiquette mais la considère réductrice,,.
Dans le roman Il était une fois l’amour mais j’ai dû le tuer, le protagoniste Rep fonde l'entreprise Productions Fracaso, S.A.R.L. (Fracaso LTDA dans le texte) dont le slogan affirme « Si vous voulez un échec fracassant, nous sommes là ! ». L’échec est envisagé comme un destin inévitable qui doit être accepté comme n'importe quel autre facette de la condition humaine. Mais l’échec est sublimé en la condition même de la dignité et de l'héroïsme, la réussite étant entachée d’une suspicion d’imposture. Paradoxalement une telle posture exorcise la peur de l'échec et attise l'audace.

## Influences
Efraim Medina Reyes considère l'écrivain colombien Andrés Caicedo comme un précurseur, il renie des auteurs de la « grande littérature » tels que Gabriel García Márquez, Germán Espinosa ou Mario Vargas Llosa et rejette ce qu'il considère comme les poncifs coloniaux et exotisants d'une certaine littérature latino-américaine,.
Efraim Medina Reyes revendique l'influence du cinéma américain, du rock et de la culture des mass media. Il intègre dans ces écrits des références à la culture mondialisée, il en souligne l’importance dans sa formation personnelle : « Les titres de mes romans, mes romans eux-mêmes, répondent à l’esthétique à partir de laquelle je vois le monde, cette esthétique dépend de ma culture, et quand je dis ma culture, je me réfère à celle qui m’est personnelle car je ne m’inscris pas dans une stupide tradition folklorique comme le réalisme magique […]. J’ai grandi avec la télé, le cinéma, la bande dessinée, etc. Je suis un enfant des media, un fils illégitime de l’empire américain, j’essaie de faire avec sans oublier une seconde que je suis un Sud-Américain, j’essaie de concilier mes éléments disparates et contradictoires. »

## Livres publiés

### Publications en espagnol
- Cinema árbol y otros cuentos, nouvelles.
- Érase una vez el amor pero tuve que matarlo (Il était une fois l’amour mais j’ai dû le tuer), roman.
- Técnicas de masturbación entre Batman y Robin (Techniques de masturbation entre Batman et Robin), roman.
- Sexualidad de la pantera rosa (La Sexualité de la Panthère rose), roman.
- Pistoleros/Putas y dementes (Greatest Hits), poèmes et microfictions.
- Lo que todavía no sabes del pez hielo, roman.

### Traductions en français
- Il était une fois l’amour mais j’ai dû le tuer, titre original Érase una vez el amor pero tuve que matarlo, roman, 13e Note Éditions, mars 2011[17]. Efraim Medina Reyes s'est livré dans quelques entrevues en France à l’occasion du lancement de ce livre[18],[19].

## Prix[5]
- 1985 Premio Nacional de Poesía ICFES
- 1986 Concurso Revista Aracataca
- 1986 Concurso Nacional de Cuento de Barranquilla
- 1986 Concurso Nacional de Cuento de Medellín
- 1987 Concurso Nacional de Novela Ciudad de Pereira.
- 1995 Premio Nacional de Literatura Colcultura pour le recueil Cinema árbol y otros cuentos
- 1997 Concurso nacional de novela del Ministerio de Cultura pour le roman Érase una vez el amor pero tuve que matarlo